# Formaggio di fossa
Le formaggio di fossa (en français fromage de fosse ou fromage de puits) est un fromage italien produit aux alentours de Sogliano al Rubicone, en Émilie-Romagne.
Le nom du fromage provient de sa méthode de production : il est affiné dans des puits circulaires dédiés à cette fonction. Il est produit dans une zone située entre le Rubicon et le Marecchia. En 2009, il lui a été accordé le statut AOP (équivalent de l'AOC en France).